# 亨利·斯壮
亨利·阿尔瓦·斯壮（英語：Henry Alvah Strong，1838年8月30日—1919年7月26日，又名亨利·A·斯壮（英語：Henry A. Strong））是美国的摄影商人，是伊士曼柯达公司1884年至1919年之间的董事长。

## 生平
1838年8月30日出生于纽约州的罗切斯特，1858年毕业于怀俄明学院。1859年8月30日，与Helen Phoebe Griffin结婚，育有三子：Gertrude Achilles、Helen Carter、Henry G. Strong。Helen因糖尿病于1904年去世，他又于1905年6月14日和Hattie Maria (Corrin) Lockwood结婚。